# بی‌یی
بی‌یی (به لاتین: Beyi، تا ۱ سپتامبر ۲۰۰۴ Bəyi) یک منطقه مسکونی در جمهوری آذربایجان است که در شهرستان کردامیر واقع شده است. بی‌یی ۱۰۰۴ نفر جمعیت دارد.